# 體育之日
體育之日（日语：スポーツの日），是日本的國民祝日之一。日期是10月的第2個星期一（1999年起）。

## 概要
體育之日是《國民祝日相關法律》（祝日法、昭和23年（1948年）7月20日法律第178號）第2條規定的祝日，宗旨是「愛好體育運動、培養健康的身心」。
1964年（昭和39年），舉行東京奧運開幕式的10月10日從1966年（昭和41年）起定為國民祝日。1999年（平成11年）起適用「快樂禮拜一制度」，改為10月的第2個禮拜一。
因東京都主辦2020年夏季奧運會及帕運，為避免開閉幕式前後參賽選手、工作人員、觀眾的移動及與會各國政要的維安造成交通壅塞，影響一般民眾生活作息，日本參議院於2018年6月13日通過《東京奧運、帕運特別措施法》，調整2020年當年的部份假日，其中體育之日調整至奧運開幕典禮當天7月24日（星期五）放假。但由於COVID-19疫情的影響，2020夏季奧運與帕運延後一年舉行，2020年已確定調整的假日由於已明定於《東京奧運、帕運特別措施法》而不再調回。2020年5月29日，日本內閣會議通過《東京奧運、帕運特別措施法》修正案，2021年的體育之日調整到奧運開幕式當天7月23日（星期五）放假。
參議院跨黨派議員於2017年提案，將體育之日名稱從漢字更改為外來語片假名寫法的，在2018年6月13日與《東京奧運、帕運特別措施法》同一天獲表決通過，從2020年當年的體育之日開始使用新名稱，更名後為第一個以片假名表示的日本公眾假期。

## 關連項目
- 日本節日
- 體育節
- 哥倫布日：美洲部分國家的法定假日，同為10月的第二個星期一（或10月12日）
- 體育廳（スポーツ庁）：文部科學省的外局，主管體育事務

## 外部連結
- 氣象廳
- 「体育の日」のヒミツ